# 2016 WF9
2016 WF9 – planetoida z grupy Apollo, klasyfikowana jako obiekt NEO i PHA. Prawdopodobnie jest wygasłą kometą. Została wykryta 27 listopada 2016 w ramach projektu NEOWISE. Jej średnica to ok. 0,5 – 1,0 km.
2016 WF9 minęła Ziemię 25 lutego 2017 roku na dystansie 50 970 000 km. W grudniu 1944 roku przeleciała 28 000 000 km od Ziemi, a w lutym 2149 roku zbliży się na odległość 9 000 000 km. Nie jest uważana za zagrożenie w przewidywalnej przyszłości.
Krąży wokół Słońca po eliptycznej orbicie, której peryhelium wynosi 0,98 au, a aphelium sięga 4,76 au. Ekscentryczność orbity wynosi 0,66, a okres orbitalny 4 lata i 314 dni.